# Кочньовське (Білоярський міський округ)
Кочньо́вське (рос. Кочнёвское) — село у складі Білоярського міського округу Свердловської області.
Населення — 1508 осіб (2010, 1500 у 2002).
Національний склад станом на 2002 рік: росіяни — 76 %.
Стара назва — Кочньово.